# 内藤政貞
内藤 政貞（ないとう まささだ）は、江戸時代中期の大名。陸奥国湯長谷藩の3代藩主。官位は従五位下・主殿頭。

## 略歴
貞享2年（1685年）、土方雄賀（かつよし、土方雄隆の弟）の次男として誕生した。はじめ200石の旗本として幕府に仕えていたが、元禄16年（1703年）に2代藩主・遠山政徳が死去したため、その養子として跡を継いだ。このとき、姓を遠山から本来の姓である内藤（初代藩主遠山政亮の父・内藤忠興の姓）に戻している。祖父の土方雄次は母（内藤政長の娘）と妻（内藤忠興の娘）共に内藤家出身であり、政貞が忠興の曾孫であったことから内藤家の分家である遠山家に養子入りした。
宝永6年（1709年）3月に叙任し、日光祭礼奉行などを務めた。享保7年（1722年）4月23日に死去。享年38。
跡を長男・政醇が継いだ。

## 系譜
父母
- 土方雄賀（実父）
- 遠山政徳（養父）

正室、継室
- 松平義昌の養女 ー 織田信武の娘（正室）
- 榮姫、顕了院 ー 松平義昌の養女、櫛笥隆賀の娘（継室）

子女
- 内藤政醇（長男）生母は顕了院（継室）
- 前田玄長の養女

養女
- 斎藤三武正室後に前田玄長正室